# Hermanos Barbeito FS
El Interrias Hermanos Barbeito es un equipo de fútbol sala de Portonovo, España fundado en 1981. Actualmente juega en la Primera Nacional "A", el tercer nivel del fútbol sala nacional.El club participa desde la temporada 2005/2006 en esta categoría.

## Palmarés
- Campeón de Primera Nacional "B" 2004/2005